# 内维亚诺-德利阿尔杜伊尼
内维亚诺-德利阿尔杜伊尼（義大利語：Neviano degli Arduini），是意大利艾米利亚-罗马涅大区帕尔马省的一个市镇。总面积105平方公里，人口3742人，人口密度35.6人/平方公里（2009年）。ISTAT代码为034024。